# Os Condenados (1975)
Os Condenados é um filme brasileiro de 1975 dirigido por Zelito Viana.
O roteiro, assinado por Eduardo Coutinho, Antônio Carlos de Brito e pelo próprio diretor, é baseado no livro homônimo de Oswald de Andrade.

## Elenco
- Isabel Ribeiro... Alma d'Alvellos
- Cláudio Marzo... João do Carmo
- Roberto Bataglin... Mauro Glade
- Manfredo Colassanti
- Lupe Gigliotti
- Elza Gomes
- Fernando José
- Nildo Parente
- Antonio Pedro
- Helber Rangel
- Fábio Sabag
- Ênio Santos
- Marly Sônia
- Zora Verinha
- Antônio Victor
- Maria Banzo
- Vilma Celeste
- Rose Lacreta
- Leila Lisander
- Kim Negro
- Olívia Pineschi
- Maria do Roccio